# جينارو فولبي
جينارو فولبي (بالإيطالية: Gennaro Volpe)‏ هو لاعب كرة قدم إيطالي في مركز الوسط، ولد في 17 فبراير 1981 في بوتسوولي في إيطاليا. لعب مع نادي أسكولي ونادي إمبولي ونادي سيتاديلا ونادي مانتوفا.

## وصلات خارجية
- جينارو فولبي على موقع قاعدة بيانات كرة القدم.إي يو (الإنجليزية)
- جينارو فولبي على موقع Soccerway.com (الإنجليزية)
- جينارو فولبي على موقع عالم كرة القدم.نت (الإنجليزية)